# Smoking

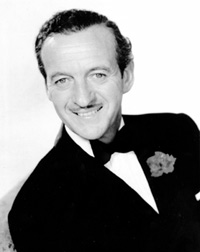
David Niven in smoking

Lo smoking è un tipo formale di abito completo da uomo.
È un abito da sera, pertanto non deve essere indossato di giorno, occasione nella quale è invece usato il tight. Lo si può sfoggiare per i cenoni di San Silvestro, nelle serate di gala e alle prime teatrali, nei casinò, in tutte le serate formali con esclusione di quelle in cui è richiesto il frac. È necessario nelle occasioni sul cui invito è specificato "cravatta nera" oppure "abito da sera".

## Origine
Volendo risalire alle origini di questo capo di abbigliamento, si arriva al XVII secolo quando la seta iniziò ad essere utilizzata massicciamente in Europa. Questo tessuto, data la sua bellezza e il suo pregio, venne subito in voga tra la nobiltà dell'epoca. Sebbene ancora molto lontani dal design e dai modi di impiego odierni, queste robe de chambre di seta possono essere considerate come gli antenati dello smoking.
Il termine "smoking" deriva dall'inglese smoking jacket ("giacca da fumo"), una veste da camera che veniva indossata dagli uomini nelle stanze per fumatori, con lo scopo di preservare l'abito dall'odore del tabacco. In seguito alla guerra di Crimea, aveva infatti avuto grande diffusione la pratica tipica della cultura turca di fumare del tabacco dopo i pasti; le nobili dame della nobiltà inglese sarebbero state molto infastidite dall'odore di cui questo passatempo era responsabile. Fino al 1880 l'unico abito formale maschile da sera accettato era il frac, con la marsina a coda di rondine e il farfallino bianco.
Sembra che nel 1865 il principe del Galles futuro Edoardo VII commissionò al suo sarto Henry Poole una giacca da sera corta in blu da usare per le serate informali nella tenuta di campagna di Sandringham, di forma simile alla "giacca da fumo" ma più corta e da poter utilizzare anche durante i pasti. Dagli archivi della sartoria risulta che prima d'allora non fosse mai stata cucita una giacca da sera del genere, come non se ne ha conoscenza nemmeno di eseguita da altre sartorie. Perciò si può affermare che da quel progetto nacque qualcosa di molto simile a quello che ora noi chiamiamo smoking e gli inglesi dinner jacket.
Negli Stati Uniti invece è chiamato tuxedo, per la diffusione che ebbe dopo la sua prima apparizione nell'ottobre 1886 nell'omonimo club del New Jersey. La storia, ben documentata dai registri della sartoria Henry Poole & Co. di Savile Row a Londra, vuole che tra i soci fondatori del Tuxedo Club ci fossero molti suoi clienti, fra cui William Waldorf Astor, Robert Goelet, Ogden Mills e Pierre Lorillard, che vollero importare oltreoceano questo nuovo tipo di abito da sera che si facevano fare a emulazione del carismatico Principe di Galles.

## Composizione
Lo smoking è un abito codificato, ma in modo meno rigido rispetto ad altri abiti formali come il tight e, soprattutto, il frac; nella sua storia è stato aggiornato e modificato molte volte seguendo la moda, tuttavia, un buon taglio classico, il rispetto di alcune regole sartoriali e la sapiente giustapposizione degli accessori sono parametri fondamentali di uno smoking elegante.

### Giacca e pantaloni
La giacca storica è monopetto a unico bottone; la variante doppiopetto (da tenere sempre abbottonata), a due bottoni più due di mostra (ossia solo per bellezza che non possono essere abbottonati), si ebbe a partire dalla fine degli anni venti, mentre molto più recentemente è arrivata anche la versione quattro più due ma sono sicuramente da evitare. I revers sono ricoperti di seta, principalmente in satin (che ha un effetto lucido) o gros grain (che ha un effetto opaco); essi nascono a scialle, come nelle originarie smoking jacket, ma diventano sin dagli albori anche a lancia. I bottoni, quasi sempre, sono ricoperti dello stesso tessuto del revers.
La giacca dello smoking non deve avere spacchi (nonostante si veda un autorevole trasgressore a questa tradizione come re Carlo III), né pattine alle tasche. Il tessuto più classico è il barathea di lana, molto adatte e in voga anche le tele classiche di mohair in varie percentuali; in caso che lo smoking non sia nero ma blu notte si può optare per uno spigato poco visibile. Le fodere dovrebbero essere di raso di seta.
Anche se negli anni cinquanta si sono viste versioni in tartan, o altri colori simili, e negli anni sessanta versioni molto colorate o comunque tinta unita di colori vistosi, il colore tradizionale è il nero e l'unica variante ammissibile, secondo i canoni formali, è la versione "blu notte" (pantaloni dello stesso colore) tanto amata dal duca di Windsor, quindi quelle colorate sono da riservarsi esclusivamente ai cabarettisti. Un'altra versione ammessa per l'estate dalla metà degli anni trenta, è la giacca di colore bianco con tutti gli altri componenti dello smoking invariati e in inverno, se l'evento si svolge in casa di qualcuno, il padrone di casa può indossare una giacca in velluto color rosso borgogna.
I pantaloni sono neri dello stesso tessuto, di taglio dritto classico, assolutamente senza risvolto. Si contraddistinguono per una sottile banda (detta gallone) di seta nera, applicata lungo le cuciture esterne su entrambe le gambe dalla vita all'orlo. I pantaloni da smoking sono di regola privi di passanti per la cintura, in quanto lo smoking è sostenuto da un paio di bretelle sottili. Queste dovrebbero essere per tradizione di seta bianca ma la cosa più importante è che restino assolutamente invisibili.

### Panciotto o fascia
Sotto la giacca da smoking si indossa il panciotto, anch'esso nero (anche in caso di giacca bianca) e dello stesso tessuto dello smoking, deve nascondere le bretelle. In alternativa al panciotto, specie con la calura estiva, si può indossare la fascia, cummerbund in inglese, nera come il farfallino e della stessa seta, plissettata nella parte anteriore e va portata con le pieghe rivolte verso l'alto, vi è spesso ricavato un piccolo taschino. La fascia è stata mutuata dalla fusciacca delle uniformi anglo-indiane in seguito alla prima guerra mondiale ma ha origini molto antiche nell'abbigliamento maschile e femminile; la fascia deve sempre avere un'asola per abbottonarla al bottone dei pantaloni. Con la giacca doppio petto non si portano né panciotto né fascia.

### Papillon
Elemento fondamentale dello smoking è il farfallino (papillon): di seta, raso (satin) o gros grain, nero, cui si deve l'espressione "cravatta nera" (black tie) sui cartoncini d'invito, infatti l'espressione inglese black tie è di fatto un'abbreviazione del termine Black Bow Tie dove Bow Tie significa appunto farfallino. Quindi è bene specificare che con black tie sui cartoncini d'invito (per l'esattezza Dress: black tie), si intende l'abito da sera, lo smoking (tuxedo, abbreviato tux, per gli americani; dinner suit per gli australiani) e non un qualunque abito portato con una comune cravatta nera.

### Camicia
La camicia da smoking è rigorosamente bianca, inizialmente si usava solo la tipica camicia di cotone con sparato inamidato da chiudere con gli "stud" (piccoli bottoni gioiello) e colletto diplomatico. I polsini erano rigorosamente solo per gemelli, doppi o singoli (in quest'ultimo caso la camicia era esattamente la stessa del frac, che non accetta i polsini doppi). Con il tempo sono comparsi gli sparati con l'abbottonatura nascosta, gli sparati con plissettatura, principalmente verticale ma anche orizzontale (si tratta di una serie di pieghe del tessuto, di scopo puramente ornamentale), che serve in qualche modo a movimentare e rendere otticamente gradevole lo spazio vuoto al di sotto del farfallino; ma è accettata anche una trama fine se non si possiedono queste camicie, anche i colletti hanno iniziato a essere sempre più spesso del tipo normale (classici e di buone proporzioni però), tanto che sono ormai camicie classiche da smoking anche camicie piuttosto simili alle classiche camicie da uomo: nate in seta possono anche essere in cotone sempre però molto leggero, meglio se voile o batista, i polsini devono essere di tipo francese per indossare gemelli. Non sono accettate camicie con colletto coreano e button-down (inadatto a un abito da sera perché troppo sportivo).

### Calze
Come per il frac, le calze da smoking sono nere e lunghe al ginocchio, ancor meglio se di seta, sono corrette anche in filo di Scozia; devono essere lisce senza disegni geometrici o costine, ma la libertà di colori è molto ampia a patto che non siano troppo appariscenti.

### Scarpe
Similmente per il frac, anche per lo smoking le scarpe consentite sono le francesine nere a taglio unico, o comunque senza cap toe, in vernice lucida o, meglio ancora, le cosiddette "pumps" (o court shoes o opera shoes), anch'esse in vernice lucida nera. Si possono calzare tranquillamente anche scarpe Oxford (purché non Brogue) e, preferibilmente, con cap toe lucidato con cera a specchio. Possono essere indossate "Velvet slippers" nelle occasioni un po' meno formali.

## Componenti accessorie

### Fazzoletto da taschino e fiore all'occhiello
Nel taschino della giacca si può piegare o sistemare un fazzoletto di lino bianco o di seta colorata ma in tinta unita, di colori non troppo sgargianti.
Allo stesso modo, un fiore ben scelto può essere molto elegante.

### Orologio
Da tasca o da polso. I metalli andrebbero coordinati con i gemelli almeno nel colore, il cinturino deve essere nero.

### Cappello
Se si vuole indossare il cappello, il tipo homburg di colore molto scuro è quello più adatto in inverno, ma in estate si può andare con la magiostrina. Prima che si affermasse l'uso dell'homburg (noto in Italia come cappello alla lobbia), per lo smoking veniva di norma usato l'oramai quasi del tutto desueto cappello a tuba (o la sua variante comprimibile nota come gibus), poi sostituito, in quanto la sua forma allungata meglio si adattava alle giacche munite di coda (come quella del frac e del tight, che tuttora lo prevedono) piuttosto che alle giacche corte come quella dello smoking. Ad ogni modo, per quanto possa risultare eccentrico al giorno d'oggi, il cilindro nero abbinato allo smoking rappresenta una scelta storicamente corretta. Per l'inverno, altri tipi di cappello accettati per lo smoking, in sostituzione all'homburg, sono la bombetta, che risulta tuttavia desueta dopo gli anni '30, e, benché meno formale, il fedora (noto in Italia come borsalino), purché scuro.

### Soprabito, sciarpa e guanti
Durante gli spostamenti nelle stagioni fredde, si può indossare il soprabito. Per quanto esistesse in passato un cappotto creato appositamente per lo smoking, noto come"black tie overcoat", lungo fin sotto le ginocchia, esso non ha mai goduto di grande popolarità ed è presto caduto in disuso; ad oggi è in effetti pressoché introvabile. Si trattava, di fatto, di una sorta di chesterfield che andava però a riprendere le linee della giacca dello smoking, e dunque era nero, di norma monopetto, provvisto di un solo bottone e risvolti a punta di lancia in seta. Il mantello, scelta migliore sul frac, può essere altresì elegante sullo smoking; risulta tuttavia una scelta difficile e audace, per quanto appropriata, poiché tale capo è relegato principalmente all'età vittoriana e ad oggi è assai raro il suo uso. Un altro soprabito accettato è il paletot (sempre nero o blu scuro). Tuttavia, in mancanza di questi soprabiti, essendo anch'essi piuttosto rari, il classico e versatile chesterfield, che sia monopetto o doppiopetto, è del tutto appropriato, purché sia blu scuro o nero (o nelle sfumature a quest'ultimo più prossime del grigio) e di una lunghezza che arrivi quantomeno attorno al ginocchio. Per quanto concerne sciarpa e guanti, valgono le stesse regole del frac: dunque sciarpa bianca di seta e guanti da cerimonia bianchi in cotone, camoscio o altro tipo di cuoio.

## Galleria d'immagini

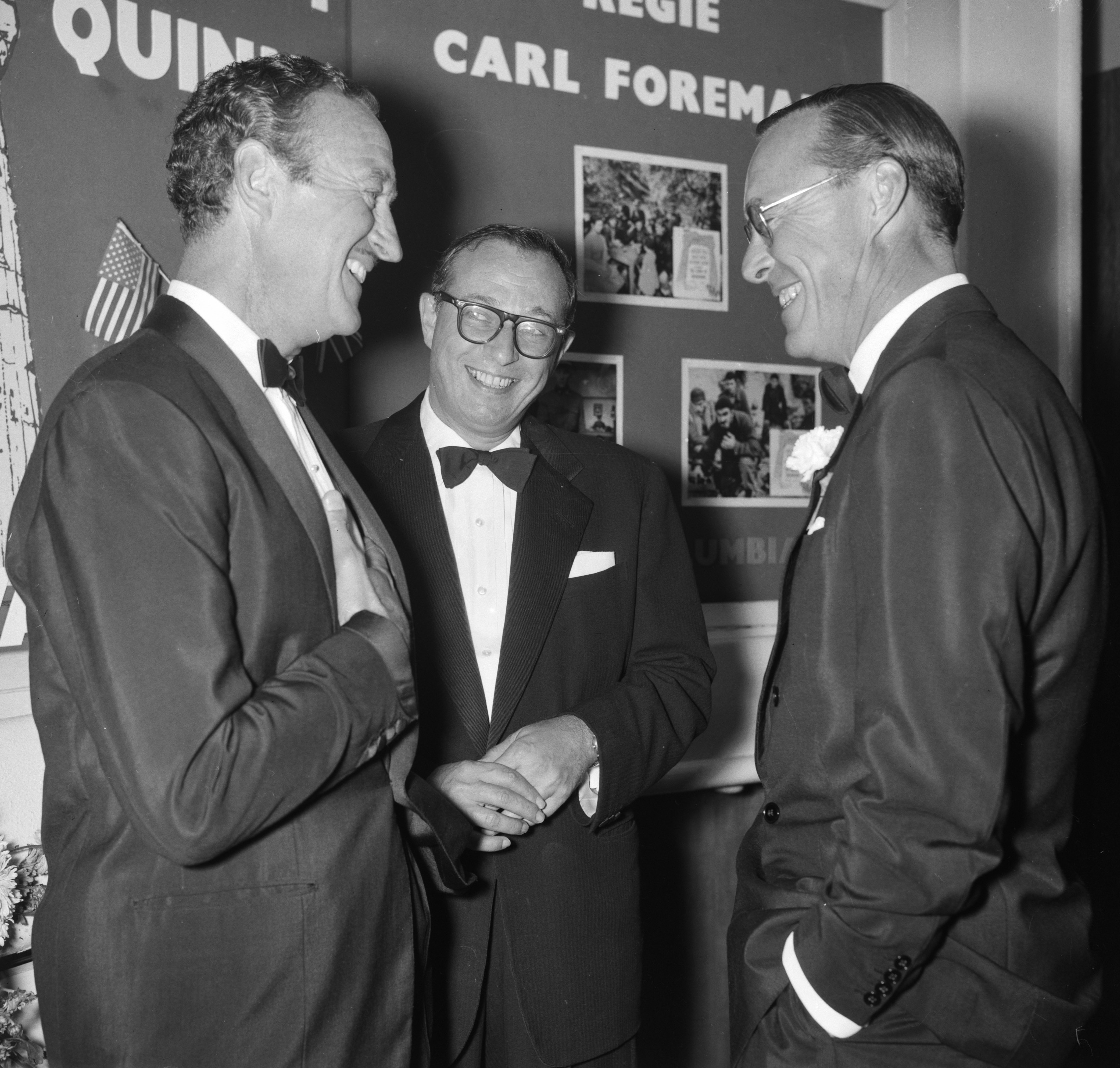
David Niven, Carl Foreman e il principe Bernhard in smoking nel 1961
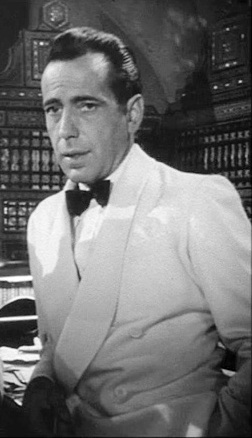
Il celeberrimo smoking di Humphrey Bogart in Casablanca
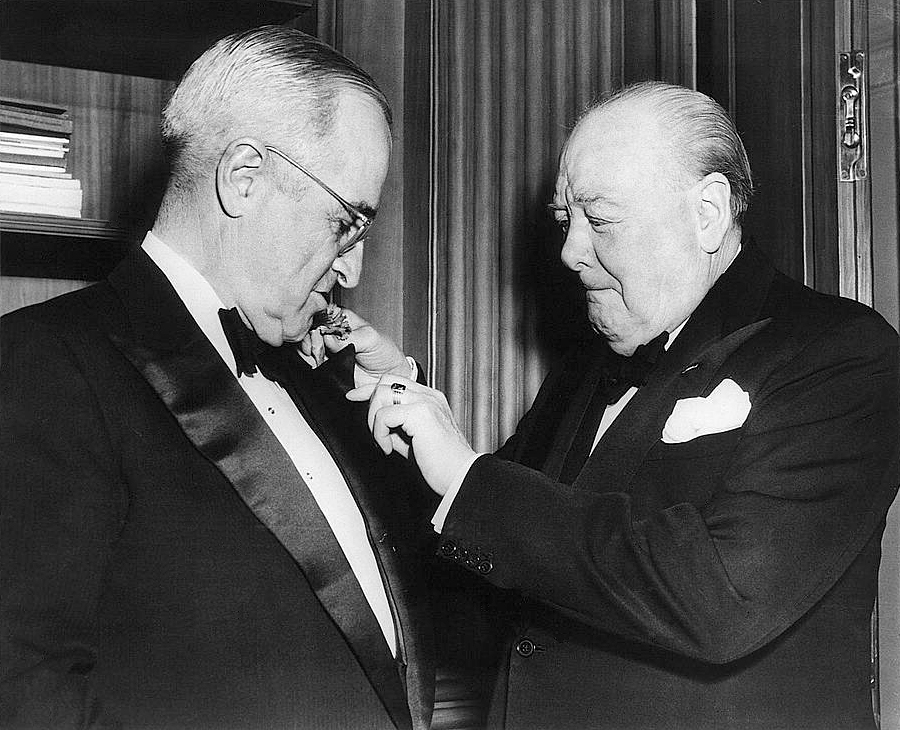
Truman e Churchill in smoking nel 1953